# 清河口街道
清河口街道，是中华人民共和国湖北省襄阳市樊城区下辖的一个乡镇级行政单位。

## 行政区划
清河口街道下辖以下地区：
代家台社区、襄江社区、王家台社区、夏家台社区、明晶巷社区、美满社区、清河桥社区和旭东路社区。